# Dispositivo high-lift

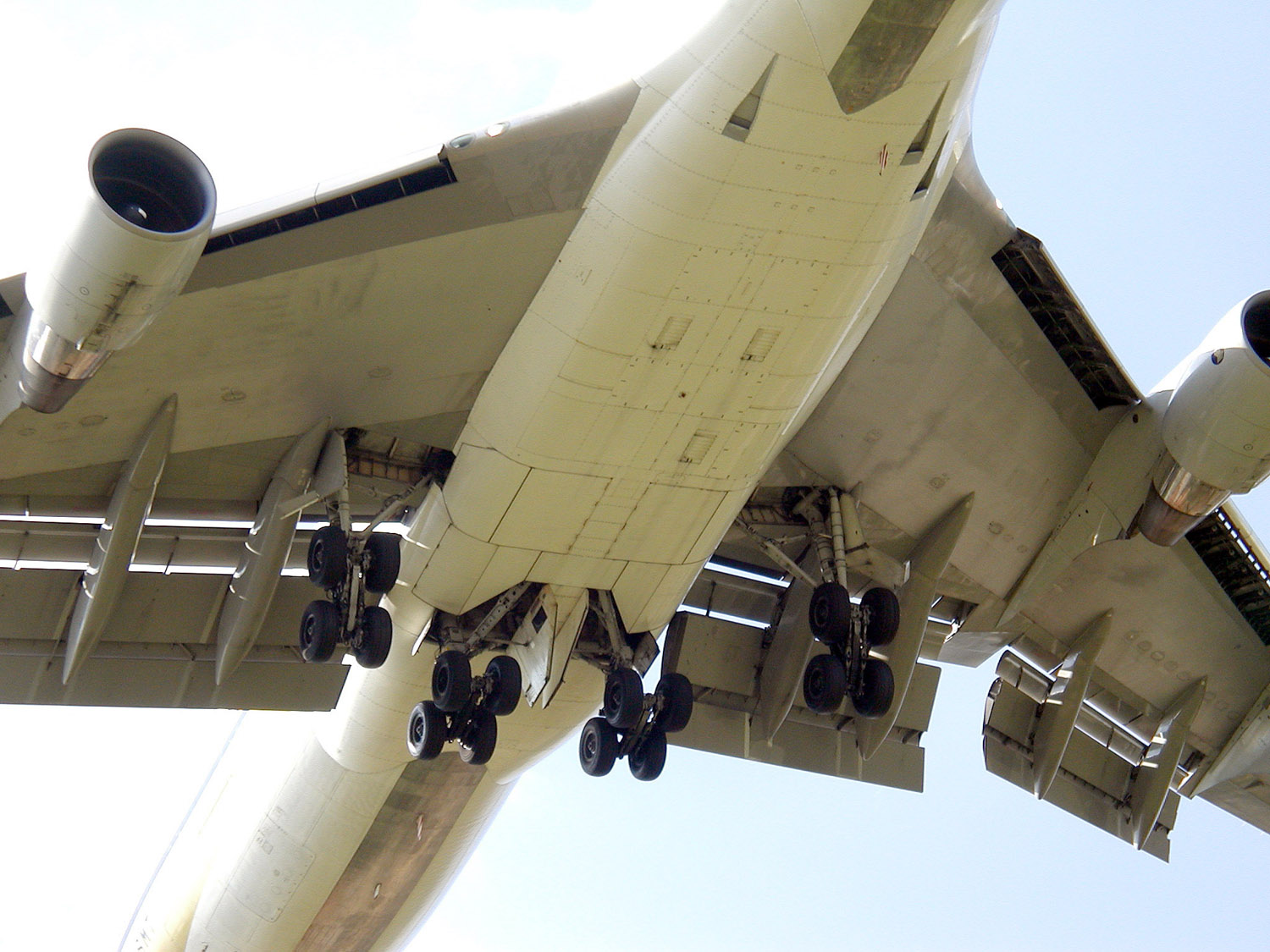
Dispositivos high-lift (que estão representados na foto por uma série de flaps) de um Boeing 747 totalmente estendidas numa preparação para uma aterragem no aeroporto de Heathrow, em Londres.

Um Dispositivo High-lift é uma componente ou mecanismo do design de uma aeronave que aumenta a elevação para além da elevação que um design normal, por si só, elevaria, mas que também pode ser usada para desacelerar a aeronave. Este dispositivo pode ser uma componente fixa ou um mecanismo movível que pode ser adicionado ou removido sempre que necessário. Dispositivos high-lift comuns podem incluir uma flap ou slat.